# Palazzo Cercepiccola

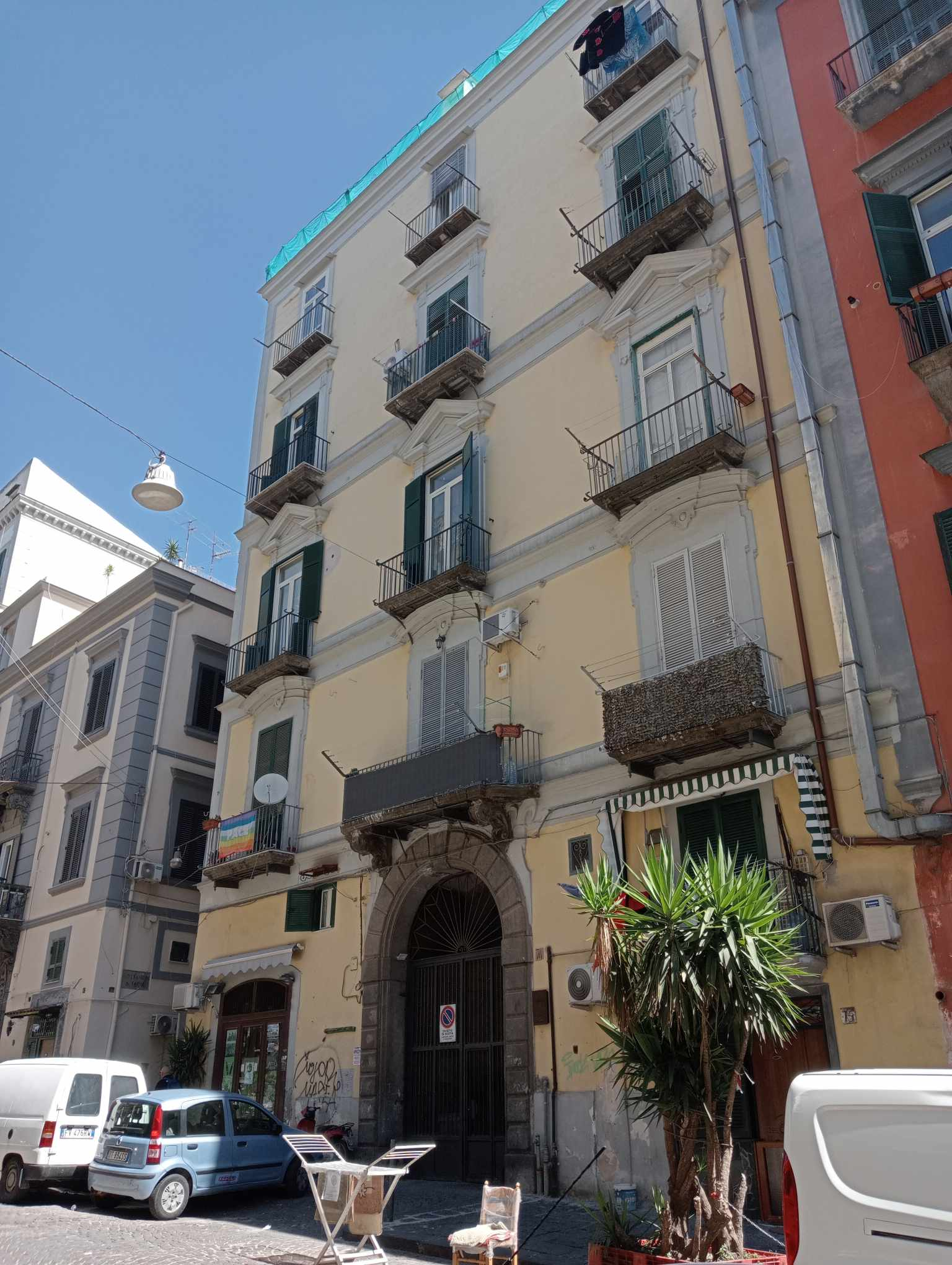
Palazzo Cercepiccola, Fassade zur Via Ventaglieri.

Der Palazzo Cercepiccola ist ein Palast aus dem 17. Jahrhundert im Viertel Avvocata von Neapel in der italienischen Region Kampanien. Er liegt in der Via Ventaglieri, 74.

## Geschichte
Wie alle Gebäude an der Via Ventaglieri stammt der Palast aus dem 17. Jahrhundert. Der Gelehrte Italo Ferraro spricht von einer Quelle: Die von Giuseppe Fiengo, der in seiner Organizzazione e produzione edilizia a Napoli all’avento di Carlo di Borbone eine Reihe von Bauten nennt, die in den Jahren 1734–1735 nach dem Erdbeben in der Irpinia von 1732 restauriert wurden. Unter den vielen genannten Gebäuden glaubt Ferraro, dass dies der Palast von „Pompeo Almirante“ (?–1742), Herzog von Cerza Piccola, sei.
In den letzten Jahren haben die Eigentümer für die Restaurierung der Hauptfassade an Via Ventaglieri und der Innenräume (also des Empfangssalons, des Innenhofes und der offenen Treppe, vor der ein Aufzug installiert wurde) gesorgt. Dagegen blieb die Seitenfassade zur Salita Sant’Antonio a Tarsia in stark verfallenem Zustand.

## Beschreibung
Der Palast wurde auf einem schmalen, langen Grundstück errichtet; seine Seitenfassade sollte einen großen Teil der rechten Seite des ersten Blocks der Salita Sant’Antonio a Tarsia belegen.
Der Palast hat eine Fassade mit vier Stockwerken und ein Eingangsportal mit Rundbogen aus plattigem Bossenwerk aus Piperno, das durch Konsolen in Volutenform, ebenfalls aus Piperno, mit dem Mittelbalkon verbunden ist. An der Seitenfassade gibt es ein kleines Portal, ebenfalls aus Piperno, das zu einem unbekannten Zeitpunkt verschlossen wurde.
Im Inneren gibt es eine „Kreuz“struktur mit einer ausgerichteten und perfekt symmetrischen Abfolge, die vom Empfangssalon, dem Innenhof, auf dessen Seiten es zwei kleine Vorhallen mit einem einzelnen Bogen gibt, und der offenen Treppe mit einem einzigen Korbbogen pro Stockwerk gebildet wird.